# Diiod oxide
Diiod oxide (diiod monoxide) là một hợp chất vô cơ có công thức hóa học I2O. Hợp chất này rất khó để cô lập. Ở trạng thái tinh khiết, nó là chất khí màu cam không ổn định; ở thể rắn nó rất dễ bay hơi.

## Điều chế
I2O được điều chế bằng cách cho iod tác dụng với kali iodat trong acid sulfuric 96%, rồi chiết xuất bằng các dung dịch chlor hóa.

## Phản ứng
Diiod oxide không ổn định, dễ bị phân hủy. Nó tan trong nước kèm phản ứng tạo thành acid hypoiodơ có màu lam nhạt:
I2O + H2O → 2HIO
I2O có thể được ổn định hóa bằng cách thêm dung môi hữu cơ, chẳng hạn pyridin hay acetonitryl.

## Sử dụng
Diiod oxide là chất được sử dụng chủ yếu trong hóa học áp suất.